# Меттью Еззі
Меттью Еззі (англ. Matthew Ezzy; народився 2 січня 1984, Лізмор, Новий Південний Уельс, Австралія) — австралійський хокеїст, воротар. 
Виступав за «Голд-Коуст Гріззліз», «Смітс-Фоллз Бієрс», «Лондон Нешоналс», «Аврора Тайгерс», «Ньюкасл Норт-Старс», «Црвена Звезда» (Белград), ХК «Утрехт», «Ньюкасл Норт-Старс».
У складі національної збірної Австралії учасник чемпіонатів світу 2004 (дивізіон II), 2005 (дивізіон II), 2006 (дивізіон II), 2007 (дивізіон II), 2008 (дивізіон II), 2009 (дивізіон I), 2010 (дивізіон II) і 2011 (дивізіон II). У складі юніорської збірної Австралії учасник чемпіонату Азії та Океанії 2001.
Володар Кубка Гудолла (2006, 2008).